# Denis Bajram
 (août 2020).
Denis Bajram est un auteur de bande dessinée français, né le 1er février 1970 à Paris.

## Biographie

### Enfance et formations
Né à Paris, second d'une famille de six enfants, Denis Bajram a reçu deux influences : d'un côté la tradition catholique par sa mère, elle-même née dans une famille nombreuse de douze enfants et de l'autre l'esprit d'entreprise par son père, fils d'un albanais émigré. Le père de Denis, ouvrier chimiste, rencontre sa mère lors des cours du soir à l'École des arts et métiers. Tandis qu'ils mettent au monde leurs six enfants, il passe d'ouvrier à ingénieur et cadre chez Unilever. Il reprend ensuite successivement la direction d'une école catholique puis d'une clinique privée à Saint-Lô en Normandie. C'est dans cette école Oratorienne, dont son oncle était père supérieur, que Denis fait son collège et son lycée,.
Après un Bac C (maths physique), il revient à Paris pour étudier les mathématiques à l'université de Jussieu. C'est à cette époque que la lecture de Nietzsche remet en cause sa foi catholique et lui fait abandonner ses convictions politiques. Il devient anarchiste et il abandonne ses études en mathématiques et entre pour deux ans aux Beaux-Arts de Caen, avant de passer le concours des Arts- Déco de Paris. Il fréquente cette école pendant cinq ans, en sections scénographie puis illustration. Il y est aussi élu étudiant au conseil d'administration. Pendant toute cette époque, il collabore à des revues telles que Scarce ou Le Goinfre, où il est rédacteur en chef ; ce périodique obtient un Alph'Art au festival d'Angoulême en 1994. Bajram pratique aussi la basse, le clavier et le chant dans plusieurs groupes de musique. À la sortie des Arts-Déco, il travaille comme illustrateur et graphiste pour Hachette.

### Carrière

#### Premiers albums de bande dessinée
Après 1994, Denis Bajram s'installe en atelier à Paris avec Mathieu Lauffray, avec qui il s'est lié d'amitié en première année des Arts-Déco. C'est dans cet atelier qu'il fait la rencontre du scénariste Thierry Cailleteau, venu avec Guy Delcourt se renseigner sur des questions de CD-ROM pour la série Aquablue. En voyant le travail de Denis Bajram sur la table à dessin, Thierry Cailleteau lui propose de travailler avec lui sur une série parallèle à Aquablue. C'est finalement sur Cryozone, une histoire de zombies dans l'espace, que Denis fait son entrée dans le milieu professionnel.
Quittant son travail pour Hachette et Paris, il s'installe à Angoulême à l'atelier Sanzot où il dessine le premier tome de Cryozone, puis à l'atelier Entropie où il réalise le second.

#### Un couple d'auteurs
En 1998, lors d'une séance de dédicace du second tome de Cryozone, Denis Bajram rencontre Valérie Mangin, étudiante à l'École des Chartes et lectrice de bandes dessinées. Cette dernière devient scénariste d'une bande dessinée qu'il avait initiée, Le Fléau des dieux, et coscénarise avec lui Les Mémoires mortes. Ils travaillent ensemble dans l'atelier Saint-Julien à Paris, puis après s'être mariés en 1999, celui de l'Étuve à Bruxelles. Ils fondent ensemble, en 2006, les éditions Quadrant Solaire. Ils y publient, entre autres, leur roman graphique Trois Christs, qui est suivi en 2013 par Abymes chez « Aire Libre ».

#### Universal War
Après Cryozone, Denis Bajram propose à Guy Delcourt le projet d'une saga, dont il sera l'auteur complet. Devant son refus, c'est auprès de Mourad Boudjellal et de sa maison d'édition Soleil production qu'il s'adresse, pour ce qui va devenir Universal War One (UW1). Ce projet, en six tomes, raconte une guerre à la fois militaire, économique et idéologique qui ravage une partie du système solaire. La mise en image spectaculaire, les retournements inattendus du scénario, la rigueur des propositions scientifiques et la dimension politique du récit fascinent toute de suite de très nombreux lecteurs[réf. souhaitée]. UW1 dénote aussi les racines catholiques de Denis Bajram avec les extraits d'une pseudo Bible qui ouvre chacun des chapitres de l'histoire. 
Dans Universal War One, il applique des outils numériques. Le premier tome présente une couverture réalisée intégralement en numérique, mais avec un rendu de peinture, ce qui était inédit en 1998[réf. souhaitée]. Cette technique se retrouve dans les couleurs des pages. En 2001, il bascule vers le tout numérique, étant un des tout premiers dessinateurs de BD à le faire. En 2006, il conclut un partenariat avec Adobe Photoshop pour la sortie du tome 6 d'UW1.
En 2008, dans la postface de l'intégrale d'Universal War One, il annonce que la série s'appelle UW1 parce que depuis la rédaction du synopsis initial en 1997, il avait prévu deux suites, UW2 et UW3, soit dix-huit tomes en tout.
En 2010, le rédacteur en chef des éditions Marvel, Joe Quesada, lui propose de publier Universal War One aux États-Unis. La série parait en six comics séparés puis deux trade-paperback,.
En 2012, la société de production uMedia annonce à Cannes qu'Universal War One connaîtra une adaptation cinématographique. Variety fait savoir en 2013 que le scénariste en sera Skip Woods.
En 2013, paraît le premier tome de la suite d'UW1, Universal War Two (UW2) chez Casterman.

## Engagements sociaux

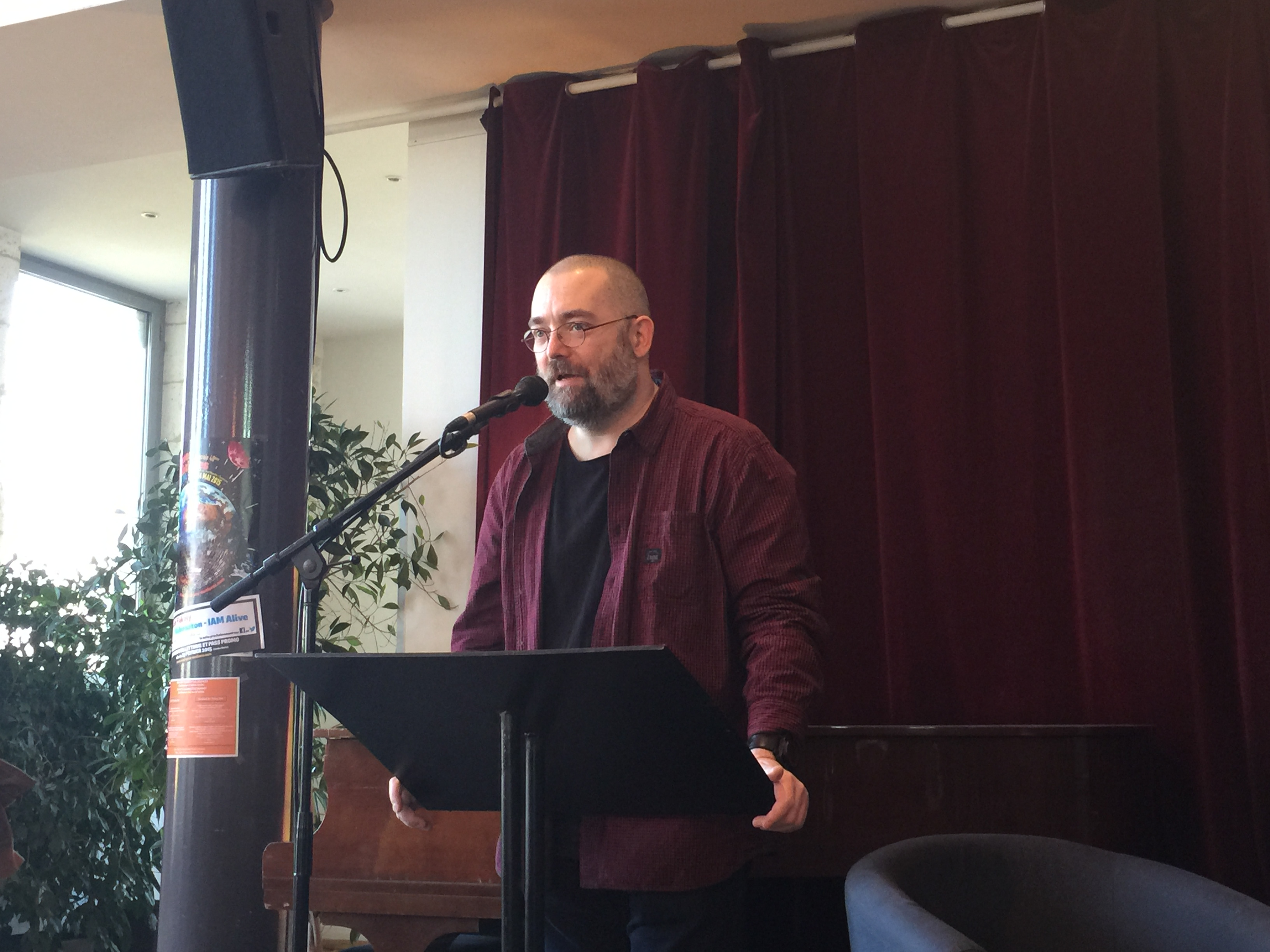
Denis Bajram aux États généraux de la bande dessinée en Angoulême, en 2015.

Denis Bajram, après avoir été syndicaliste étudiant, est un des fondateurs de l'AdaBD (Association des Auteurs de Bande Dessinée) au début des années 2000, puis du Groupement BD du Snac (Syndicat national des auteurs et des compositeurs) en 2008.
Depuis 2014, il est le secrétaire et coordinateur des États Généraux de la Bande Dessinée au côté de son épouse Valérie Mangin (trésorière) et de Benoît Peeters (président). À ce titre, il fait de nombreuses interventions dans les médias comme auprès des institutions et de l'État,. Il tient un blog et un compte Facebook sur ces activités.
En 2019, il prend la présidence de la Ligue des auteurs professionnels, poste qu'il cède quelques mois plus tard à sa prédécesseure, Samantha Bailly, sur fond de fatigue militante après des années de lutte syndicale; il reste cependant membre du conseil d'administration, afin de partager son expérience.

## Informatique
Denis Bajram s'intéresse à l'informatique. Il a développé de nombreux programmes et CMS[réf. nécessaire]. Il tient un site personnel depuis 1998.
Il est aussi un développeur et administrateur dans l'équipe de Frozen Sand, éditrice du jeu Urban Terror. Dans ce même jeu, il est aussi un des leaders du clan ~SG~ Snipers Gaulois[source insuffisante].

## Publications

### One shots
- Goldorak (Bajram/Dorison/Cossu/Sentenac)[23], Kana coll. « Kana Classics », 2021
Scénario : Denis Bajram et Xavier Dorison - Dessin : Denis Bajram, Alexis Sentenac et Brice Cossu - Couleurs : Yoann Guillo -  (ISBN 978-2-505-07846-3)
- Inhumain, Dupuis coll. « Aire libre », Marcinelle, 2020
Scénario : Denis Bajram et Valérie Mangin - Dessin et couleurs : Thibaud De Rochebrune -  (ISBN 979-10-34733-02-6)
- Paroles de Poilus, Soleil Productions/France Inter,  (ISBN 2-84946-597-6), 2006
Scénario : Denis Bajram, etc. - Dessin et couleurs : divers artistes
- Trois Christs, Quadrants coll. « Quadrants Astrolabe », 2010
Scénario : Valérie Mangin - Dessin : Denis Bajram et Fabrice Neaud - Couleurs : Denis Bajram -  (ISBN 978-2-302-00314-9)

### Expositions
- De Goldorak à Goldorak + Expo Bajram, Maison de la culture, Amiens du 2 juin au 2 octobre 2022[24].

#### Livres
- Patrick Gaumer, « Bajram, Denis », dans Dictionnaire mondial de la BD, Paris, Larousse, 2010 (ISBN 9782035843319), p. 49.
- Thierry Bellefroid, Bajram, destructeur d'univers, entretiens avec Thierry Bellefroid, 2010, Soleil Productions  (ISBN 978-2-30201-250-9)

#### Périodiques
- Aude Ettori et Fabrice Deraedt, « Interview de Denis Bajram », Ekllipse, Semic, no 7,‎ janvier 2001, p. 25-33
- Christian Marmonnier, « Denis Bajram dans l'intimité », entretien paru dans Suprême dimension no 1, Soleil presse, Toulon, février 2006. L'entretien développe la jeunesse et la formation de Bajram, ainsi que la genèse de Universal War One.
- Denis Bajram (interviewé), « Bajram, l'innovateur », dBD, no 25,‎ août 2008, p. 38-39.

#### Articles
- Nicolas Anspach, « Spécial Bajram/Mangin/Kerfriden à la télé belge le 8/12 », ActuaBD,‎ 7 décembre 2005 (lire en ligne, consulté le 11 juin 2022)
- Quentin Girard, « Denis Bajram. héroïque fantaisie », Libération,‎ 7 janvier 2014 (lire en ligne )
- Jérôme Blachon, « Goldorak – Xavier Dorison, Denis Bajram, Brice Cossu, Alexis Sentenac et Yoann Guillo – Kana », ActuaBD,‎ 5 octobre 2021 (lire en ligne, consulté le 25 novembre 2022)

#### Podcasts
- La situation des auteurs de bande dessinée par Denis Bajram & Valérie Mangin Saison 1, épisode 28bis sur cestplusquedelasf.com, Intervenants : Denis Bajram & Valérie Mangin (25:58 minutes), 7 octobre 2020